# Xenoturbella bocki
Xenoturbella bocki is een soort in de taxonomische indeling van de xenoturbellida, wormachtige mariene organismen van 1 tot 4 centimeter lang. De wormen hebben geen hersenen, geen darmen en geen geslachtsklieren, maar wel trilharen en een diffuus zenuwstelsel. Dit diertje komt uit het geslacht Xenoturbella en behoort tot de familie Xenoturbellidae. Xenoturbella bocki werd in 1950 beschreven door Westblad.